# Knut Lindberg (zapaśnik)
Knut Ferdinand Lindberg (ur. 5 stycznia 1880 w Ingå, zm. 23 czerwca 1930 w Helsinkach) – zapaśnik reprezentujący Finlandię. Olimpijczyk ze Sztokholmu 1912, gdzie zajął szóste miejsce w wadze półciężkiej.
Mistrz kraju w 1906; drugi w 1902; trzeci w 1903 i 1904 roku.

## Letnie Igrzyska Olimpijskie 1912
| Konkurencja             | Rundy eliminacyjne  | Rundy eliminacyjne | Rundy eliminacyjne | Rundy eliminacyjne    | Rundy eliminacyjne     | Klas. końcowa |
| Konkurencja             | Przeciwnik I        | Przeciwnik II      | Przeciwnik III     | Przeciwnik IV         | Przeciwnik V           | Miejsce       |
| ----------------------- | ------------------- | ------------------ | ------------------ | --------------------- | ---------------------- | ------------- |
| 82,5 kg styl klasyczny. | Fritz Lange (GER) Z | Karl Ekman (SWE) Z | Béla Varga (HUN) P | Ernst Nilsson (SWE) Z | Anders Ahlgren (SWE) P | 6.            |